# Stefan Knirsch
Stefan Knirsch (* 5. Mai 1966 in Bamberg) ist ein deutscher Ingenieur und Manager. Er war bis September 2016 Vorstandsmitglied der Audi AG.

## Leben
Knirsch studierte an der Fachhochschule Heilbronn Maschinenbau und promovierte 2006 am Institut für Werkstofftechnik der Otto-von-Guericke-Universität Magdeburg.

## Wirken
Seine berufliche Laufbahn begann 1990 in der Motorenkonstruktion der  Audi AG in Neckarsulm. 1996 wechselte er als Projektleiter der Motorentwicklung zur Porsche AG, bei der er ab 1997 als Projektleiter der Motoren- und Kundenentwicklung arbeitete. 2001 übernahm Knirsch dort die Leitung der Grundmotorenentwicklung. Nach seiner Promotion übernahm er 2007 die Leitung der After-Sales-Abteilung im Porsche-Vertrieb. 2010 wurde er dort Leiter des Bereichs Unternehmensqualität.
Danach wechselte Knirsch zum Rheinmetall-Konzern, wo er der Vorsitzende der Geschäftsführung der Pierburg GmbH wurde. Im Mai 2013 kehrte er zu Audi zurück und übernahm dort die Leitung der Aggregateentwicklung. Seit 1. Januar 2016 war er Mitglied des Vorstands der Audi AG (Vorstand Technische Entwicklung).
Audi beauftragte die US-Kanzlei Jones Day mit internen Recherchen zum VW-Abgasskandal. Diese sollen Knirsch belastet haben. 
Knirsch legte im September 2016 seine Funktion mit sofortiger Wirkung nieder und verließ die Audi AG.
Im August 2017 wurde Knirsch vom inhaftierten Ex-Audi-Motorenentwickler Zaccheo Giovanni Pamio wegen des Abgasskandals schwer belastet. Pamio schrieb der Staatsanwaltschaft München II, er habe Knirsch schon im Oktober 2013 über die unerlaubten „Defeat Devices“ ausführlich informiert und ihm eine schriftliche „Risikoeinschätzung“ mit Hinweis auf Gesetzesverstöße in den USA vorgelegt. Knirsch, der damals noch Chefmotorenentwickler war, habe die Behörden darüber nicht informiert.